# Kadahokwa
Kadahokwa är ett vattendrag i Burundi.   Det ligger i provinsen Ruyigi, i den centrala delen av landet, 110 kilometer öster om huvudstaden Bujumbura.
Omgivningarna runt Kadahokwa är en mosaik av jordbruksmark och naturlig växtlighet. Runt Kadahokwa är det ganska tätbefolkat, med 155 invånare per kvadratkilometer.